# Erongo
Erongo is een bestuurlijke regio in Namibië.
De naam van de regio is afkomstig van het Erongogebergte. 
In het westen grenst de regio aan de Atlantische Oceaan, waar de haven van Walvisbaai veel werk verschaft.

## Plaatsen
- Arandis, town, 33 km²
- Henties Bay, municipality, 134 km²
- Karibib, municipality, 104 km²
- Omaruru, municipality, 207 km²
- Otjimbingwe, settlement area
- Swakopmund, municipality, 213 km²
- Uis, village
- Usakos, municipality, 61 km²
- Walvisbaai (Engels: Walvis Bay), municipality, 33 km²
- Wlotzkasbaken, village van 1992 tot 1993

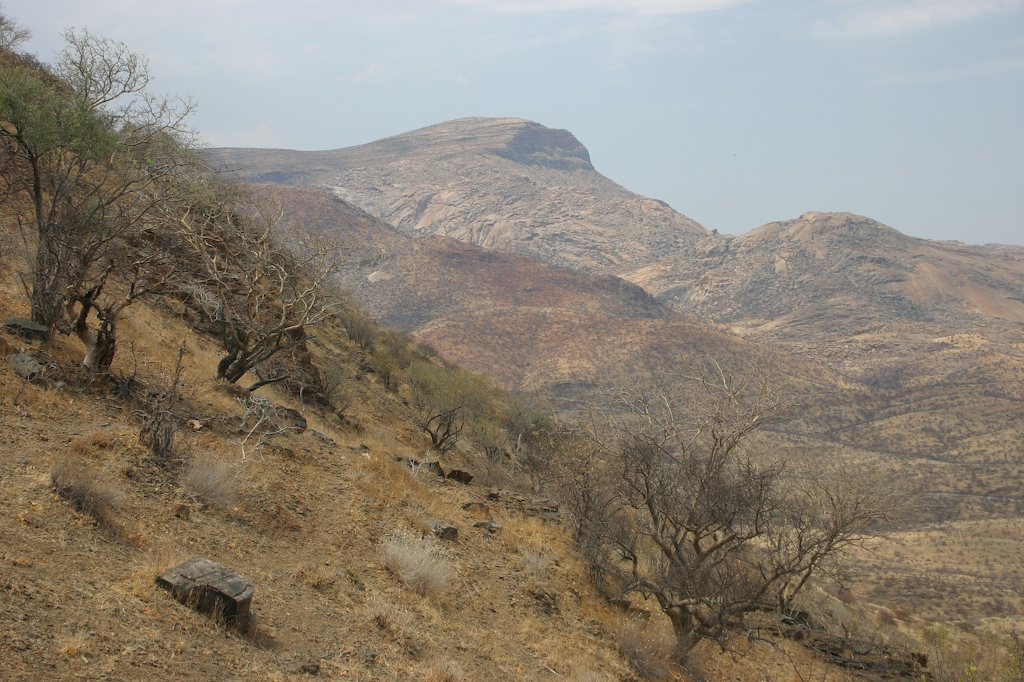
Erongo-gebergte

Zambezi · Erongo · Hardap · ǁKaras · Kavango Oost · Kavango West · Khomas · Kunene · Ohangwena · Omaheke · Omusati · Oshana · Oshikoto · Otjozondjupa